# Права ЛГБТ на Північному Кіпрі
Лесбійки, геї, бісексуали та трансгендери (ЛГБТ) у ТРПК (Турецька Республіка Північного Кіпру) стикаються з юридичними проблемами, яких не стикаються люди, які не є ЛГБТ. З 7 лютого 2014 року на Північному Кіпрі дозволено одностатеві статеві стосунки. Згідно зі статтями 171 і 173 Кримінального кодексу, попередні закони передбачали три роки позбавлення волі. Жіноча гомосексуальність не була кримінальною. Арешти за гомосексуальність були скасовані лише у 2011 році.
Ці закони були спадщиною британського колоніального правління, що залишилося після того, як острів Кіпр отримав незалежність у 1960-х роках. У той час як Республіка Кіпр декриміналізувала гомосексуальність у 1998 році, щоб приєднатися до Європейського Союзу (ЄС) у 2004 році, спірний статус півночі країни означає, що вона знаходиться поза юрисдикцією ЄС.
Скасування криміналізації чоловічої гомосексуальності серйозно розглядалося з 2006 року У жовтні 2011 року депутат Європарламенту Марина Яннакудакіс заявила, що під час візиту до Північного Кіпру президент Дервіш Ероглу пообіцяв їй, що легалізує гомосексуальність, щоб увідповіднити його до Туреччини, Республіки Кіпр та решти Європи. У грудні 2011 року було оголошено, що через посилення тиску з боку депутатів Європарламенту законодавці Північного Кіпру скасують закон, який зараз криміналізує гомосексуальність. Президент Дервіш Ероглу, чинний лідер уряду, заявив, що підпише законопроєкт, коли він дійде до нього.
Це було відкладено, поки проти Північного Кіпру не було подано дві справи до Конституційного суду ТРПК та Європейського суду з прав людини. Одразу після подання справи до Європейського суду Координаційний центр ЄС прем'єр-міністра ТРПК у квітні 2013 року розробив поправку про скасування статей 171, 172 і 173 глави 154 Кримінального кодексу республіки. Очікувалося, що це буде схвалено, але було подано.
Якби законодавство не було прийнято, Європейський суд з прав людини, ймовірно, розглянув би справу та визнав би криміналізацію порушенням статті 8 відповідно до справи «Даджеон проти Сполученого Королівства».
27 січня 2014 року Асамблея Республіки, парламент Північного Кіпру, проголосувала за скасування положень кримінального кодексу, які забороняли одностатеві стосунки між чоловіками. Законопроєкт було підписано та опубліковано в офіційному віснику 7 лютого 2014 року. Він набрав чинності з моменту публікації.
Неурядові організації закликають легалізувати одностатеві шлюби. У 2012 році Партія комунальної демократії запропонувала закон, який би легалізував одностатеві шлюби, але закон зустрів опір тодішньої правлячої Партії національної єдності.

## Зведена таблиця
| Одностатеві статеві стосунки легальні                                                       | (З 2014 року)                                     |
| Рівний вік згоди (16)                                                                       | (З 2014 року)                                     |
| Антидискримінаційні закони лише у сфері працевлаштування                                    | (З 2014 року)                                     |
| Антидискримінаційне законодавство у сфері надання товарів і послуг                          | (З 2014 року)                                     |
| Антидискримінаційні закони в усіх інших сферах (включаючи непряму дискримінацію, ворожнечу) | (З 2014 року)                                     |
| Визнання одностатевих пар                                                                   | No                                                |
| Визнання одностатевих пар (наприклад, зареєстроване партнерство чи цивільний союз тощо).)   | No                                                |
| Спільне усиновлення одностатевими парами                                                    | No                                                |
| Усиновлення для самотніх осіб незалежно від сексуальної орієнтації                          | No                                                |
| Усиновлення пасинків одностатевими парами                                                   | No                                                |
| Геям, лесбійкам і бісексуалам дозволено відкрито служити в армії                            |                                                   |
| Право на зміну юридичної статі                                                              |                                                   |
| Доступ до ЕКЗ для лесбійок                                                                  | No                                                |
| Конверсійна терапія заборонена неповнолітнім                                                | No                                                |
| Комерційне сурогатне материнство для одностатевих пар                                       | (Заборонено незалежно від сексуальної орієнтації) |
| ЧСЧ дозволили здавати кров                                                                  |                                                   |